# Virachola obliterata
Virachola obliterata är en fjärilsart som beskrevs av Hawker- Smith 1928. Virachola obliterata ingår i släktet Virachola och familjen juvelvingar. Inga underarter finns listade i Catalogue of Life.